# Vansbro (commune)
La commune de Vansbro est une commune du Comté de Dalarna en Suède. 6 694 personnes y vivent. Son siège se trouve à Vansbro.

## Histoire
De nombreux hameaux et villages d'aujourd'hui datent de nombreux siècles auparavant.
Des fourneaux remontant à la période Viking ont été retrouvés près de Järna, montrant que le village a été impliquée dans la sidérurgie depuis longtemps, en tirant d'ailleurs probablement son nom (Järn signifie fer en suédois).
Äppelbo était, dans les années 1690, le siège du régiment Västerdal dont les troupes combattirent en Europe sous le commandement de Charles XII et de Gustave IV Adolf.

## Localités
- Äppelbo
- Dala-Järna
- Nås
- Vansbro

## Jumelage
- Velké Meziříčí, en République tchèque